# Carlos Saraiva
Carlos Ferdinando Saraiva (Niterói, 16 de fevereiro de 1925 – Tubarão, Santa Catarina, 2 de janeiro de 2005) foi um coronel do Exército Brasileiro, graduado em medicina veterinária em 1954 pela Escola Fluminense de Medicina Veterinária.

## Vida
Filho de Walmirante Rodrigues Saraiva e Iracema Tilscher Saraiva. Completou o ensino médio em 1942 no Ginásio Gonzaga em Pelotas, obtendo o certificado de contador. 
Casou em segundas núpcias com Mari Angela Lessa de Freitas, filha de Valmor Antonio de Freitas, natural de Florianópolis, e de Cecília Lessa de Freitas, natural de Braço do Norte, filha de Lino Lessa, com quem teve quatro filhos: Alexandre Freitas Saraiva, Rodrigo Freitas Saraiva, Débora Saraiva e Diego Freitas Saraiva.

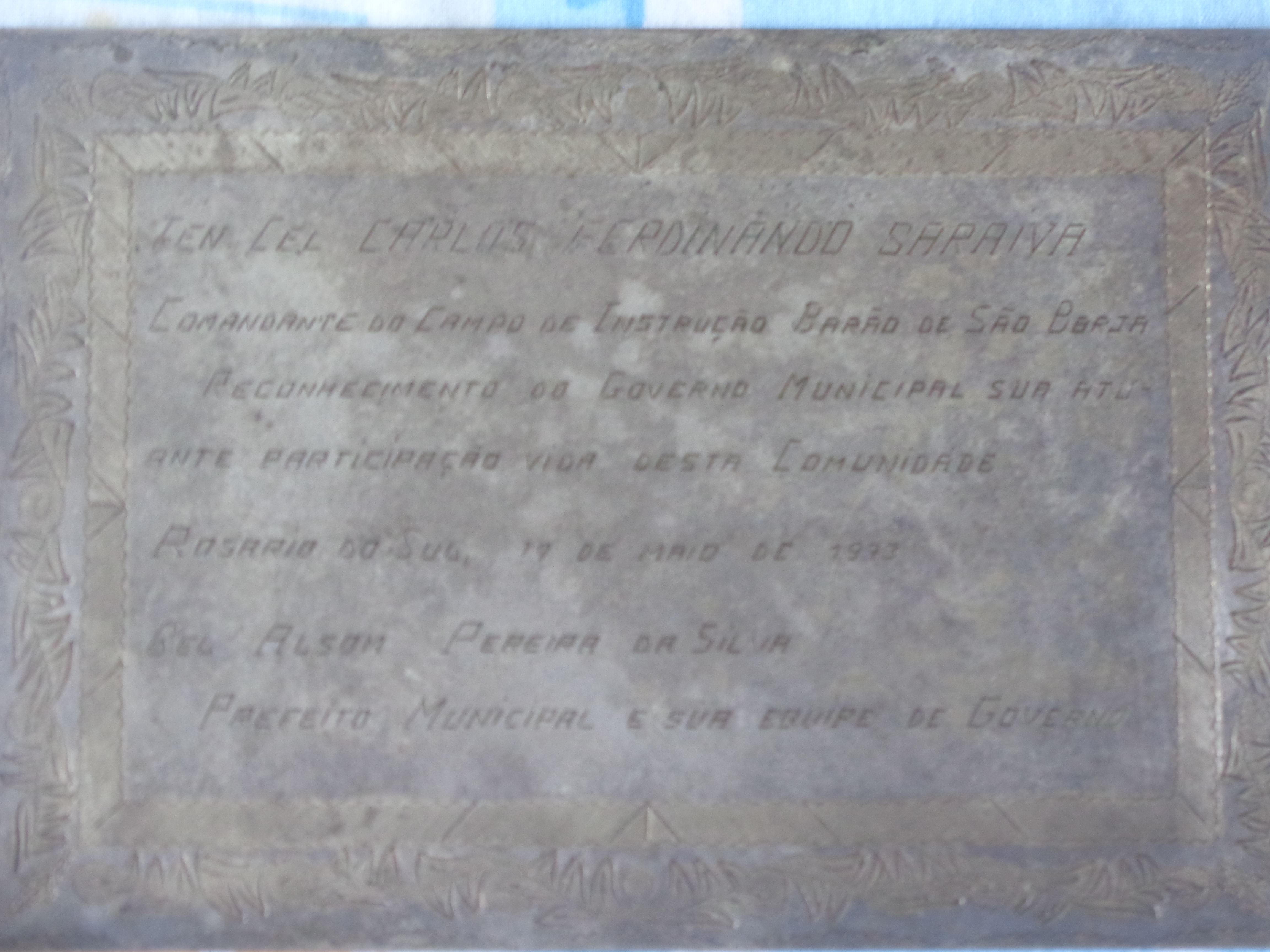
Ten. Cel. Carlos Ferdinando Saraiva, Comandante do Campo de Instrução Barão de São Borja. Reconhecimento do governo municipal sua atuante participação vida desta comunidade. Rosário do Sul, 19 de maio de 1973. Bel. Alsom Pereira da Silva, prefeito municipal e sua equipe de governo.

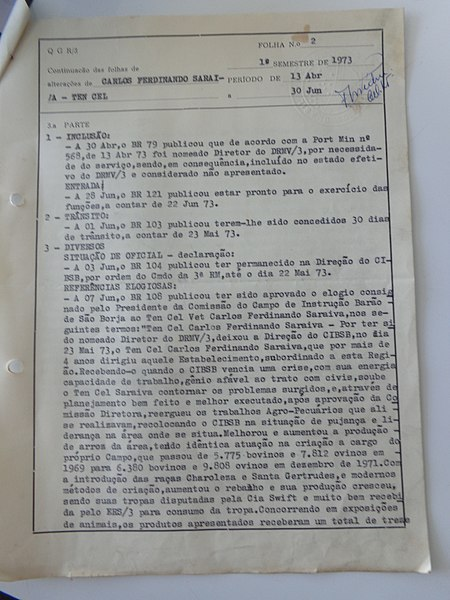
"Folha de Alterações, Guarnição de P. Alegre, de 11 de setembro de 1973", 3.ª Região Militar, constando "Referências Elogiosas" ao Ten Cel Carlos Ferdinando Saraiva.

## Carreira
Foi diretor do Campo de Instrução Barão de São Borja (CIBSB) em Rosário do Sul, pertencente ao Comando Militar do Sul, de 8 de janeiro de 1967 a janeiro de 1976.
No documento "Folha de Alterações, Guarnição de P. Alegre, de 11 de setembro de 1973", 3.ª Região Militar, consta sob o título "Referências Elogiosas":
"... Por ter sido nomeado Diretor do DRMV/3, deixou a Direção do CIBSB, no dia 23 Mai 73, o Ten Cel Carlos Ferdinando Saraiva, que por mais de 4 anos dirigiu aquele Estabelecimento, subordinado a esta Região. Recebendo-o quando o CIBSB vencia uma crise, com sua energia, capacidade de trabalho, gênio afável ao trato com civis, soube o Ten Cel Saraiva contornar os problemas surgidos e, através de planejamento bem feito e melhor executado, após aprovação da Comissão Diretora, reergueu os trabalhos agropecuários que ali se realizavam, recolocando o CIBSB na situação de pujança e liderança na área onde se situa. Melhorou e aumentou a produção de arroz da área, tendo idêntica atuação na criação a cargo do próprio Campo, que passou de 5.775 bovinos e 7.812 ovinos em 1969 para 6.380 bovinos e 9.808 ovinos em dezembro de 1971. Com a introdução das raças Charolesa e Santa Gertrudis, e modernos métodos de criação, aumentou o rebanho e sua produção cresceu, sendo suas tropas disputadas pela Cia Swift e muito bem recebidas pelo ERS/3 para consumo da tropa. Concorrendo em exposições de animais, os produtos apresentados receberam um total de treze prêmios nas exposições de Rosário do Sul, Livramento e na Primeira Exposição Internacional de Esteio, realizada no ano passado. ... Por sua sugestão e trabalho pessoal, após aprovação pela Comissão Diretora, instalou a luz elétrica em São Simão, resolvendo em definitivo naquela região populosa o problema da energia elétrica. Restabeleceu a linha telefônica da Corte com Rosário do Sul, tirando-a definitivamente do isolamento em que se encontrava. Com seu gênio comunicativo e afável, soube conquistar a simpatia e amizade dos Prefeitos e demais autoridades dos municípios limítrofes, criando um clima de harmonia e colaboração tão necessários ao progresso da região. ..."
A partir da década de 1980 residiu em São Francisco do Sul, São José e Criciúma. Nos anos finais de sua vida residiu em Tubarão, onde morreu no Hospital Nossa Senhora da Conceição, em 2 de janeiro de 2005, aos 79 anos de idade. Foi sepultado no Cemitério Horto dos Ipês, em Tubarão.
Seus documentos estão resguardados no Arquivo Familiar Carlos Saraiva em Tubarão, Santa Catarina.

## Galeria

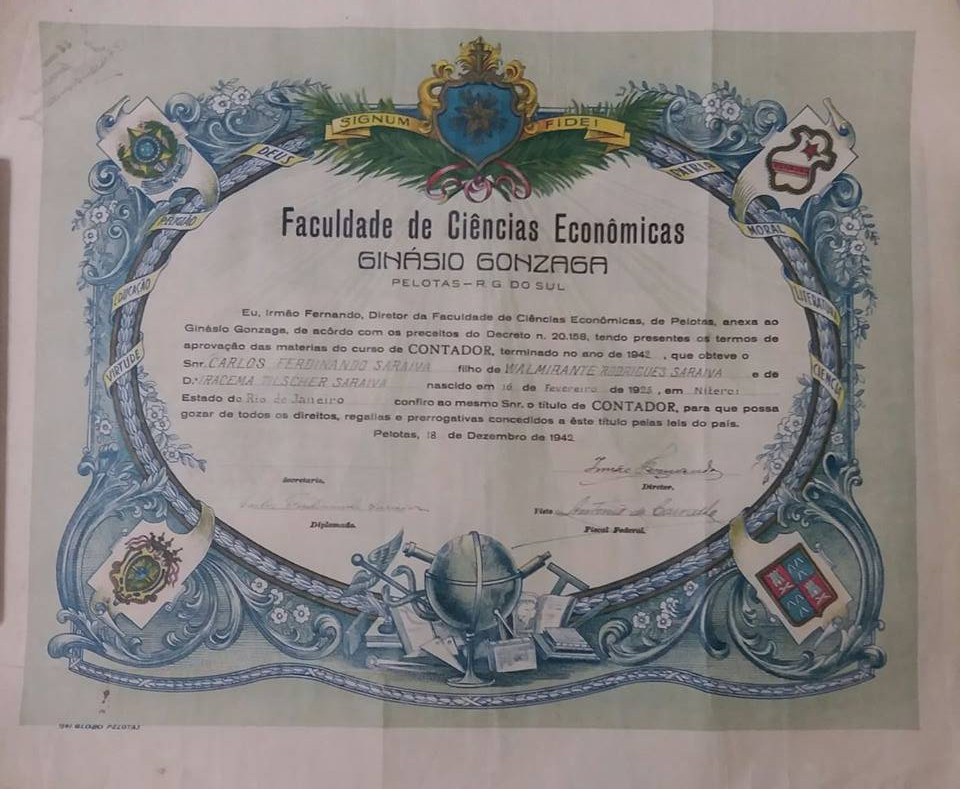
Diploma de Contador, 1942
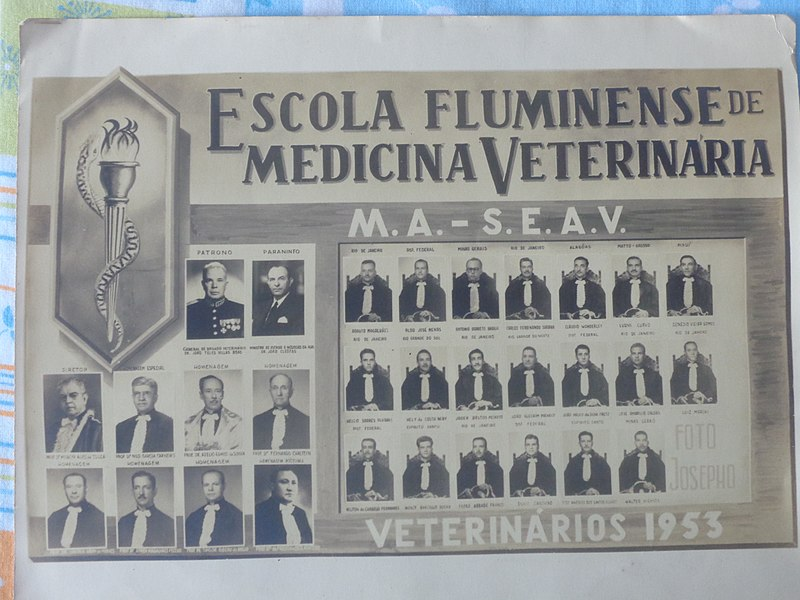
Escola Fluminense de Medicina Veterinária. Veterinários 1953
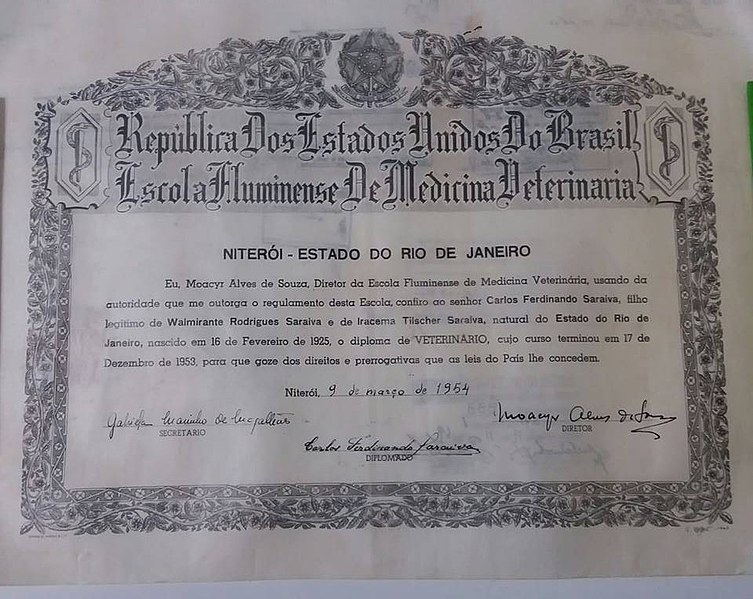
Diploma de médico veterinário
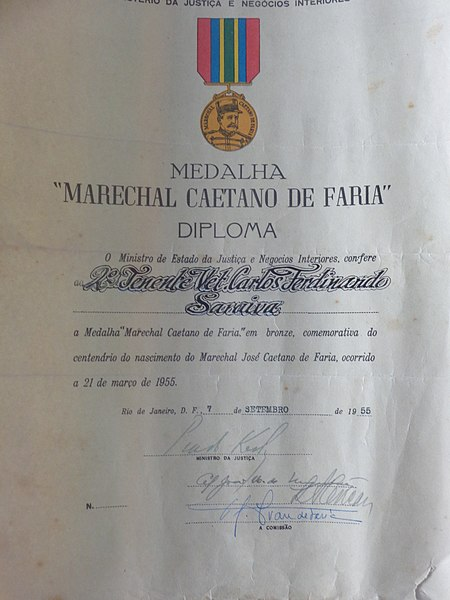
Diploma da Medalha Marechal Caetano de Faria em bronze, 7 de setembro de 1955, assinada pelo Ministro da Justiça Prado Kelly, na presidência de Café Filho
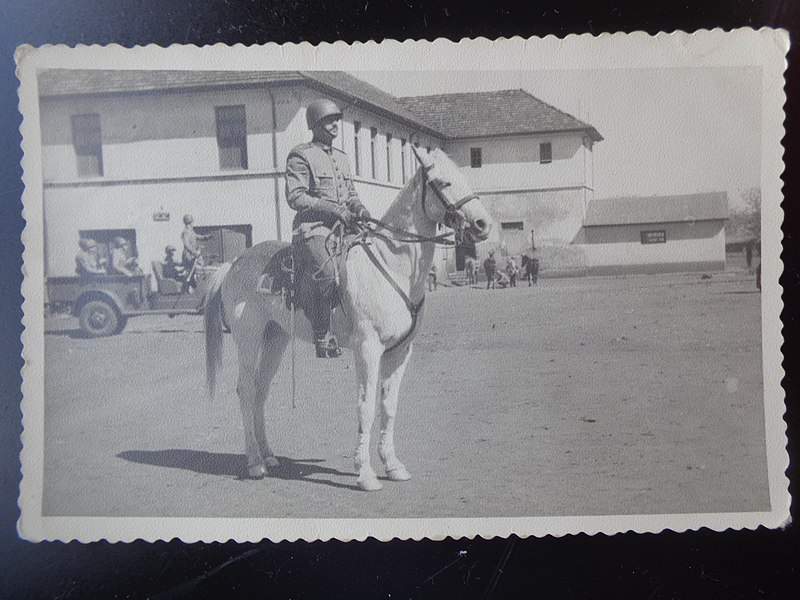
Carlos Saraiva como porta-bandeira do Regimento Dragões do Rio Grande em 7 de setembro de 1955 em São Luiz Gonzaga

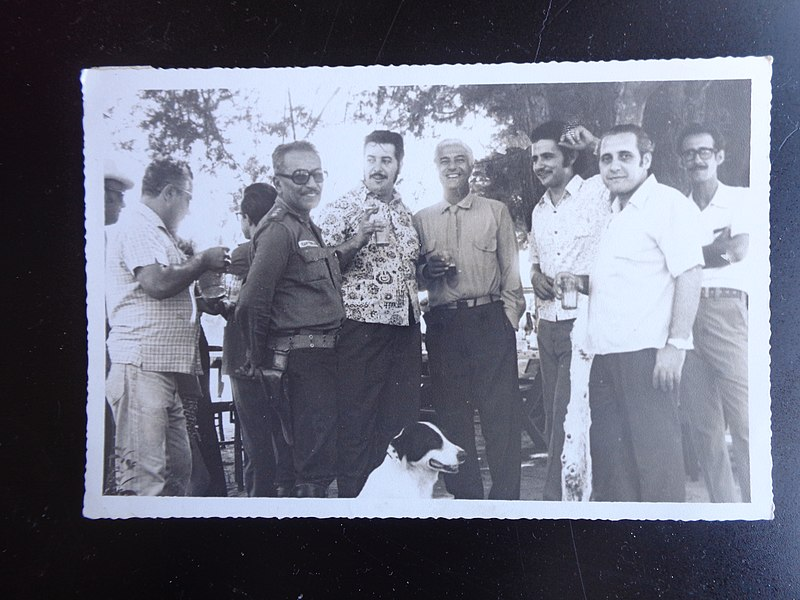
Carlos Saraiva na inauguração da rede elétrica Cacequi - São Simão, em 31 de março de 1973.
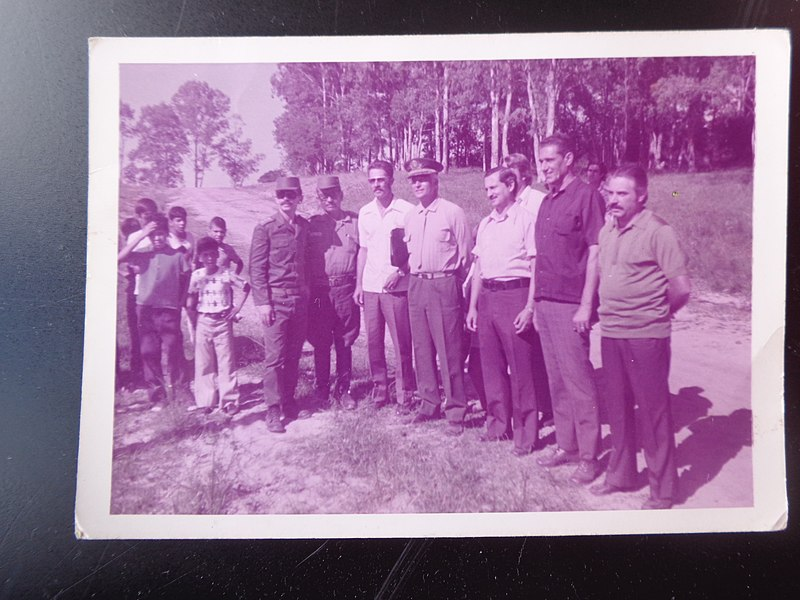
Inauguração da luz elétrica em São Simão, 14 de agosto de 1973
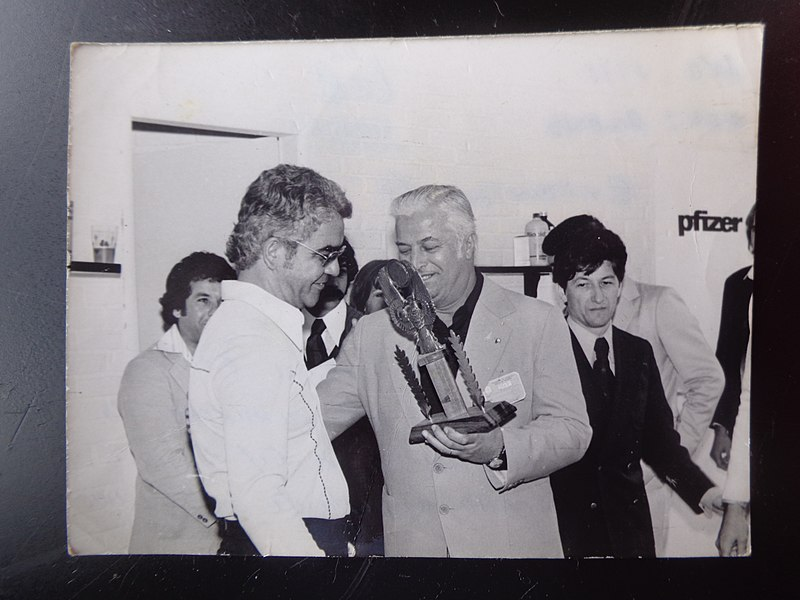
Entrega do Troféu Pfizer para a Lacesa pela premiação na Expointer 1978 (agosto) ao Sr. Rogério, representante do laticínio
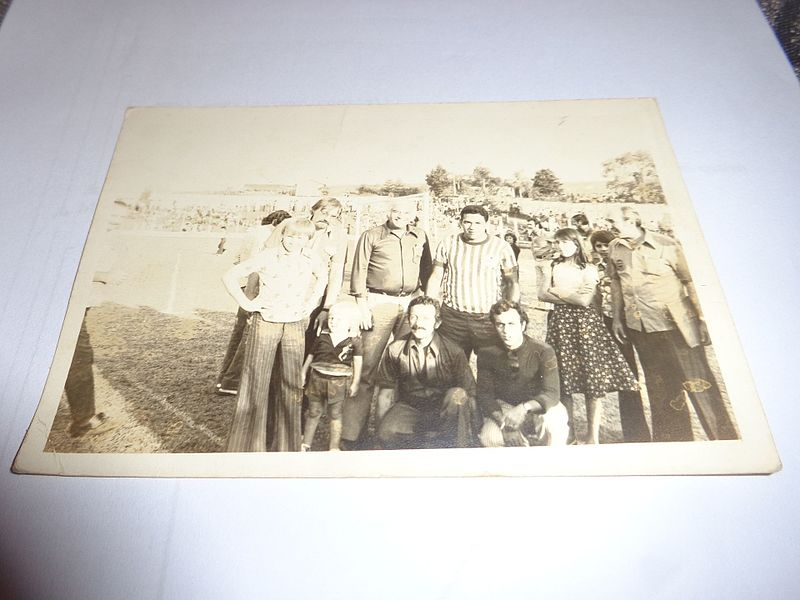
Carlos Saraiva com o campeão mundial de futebol Garrincha, em fotografia sem registro de data

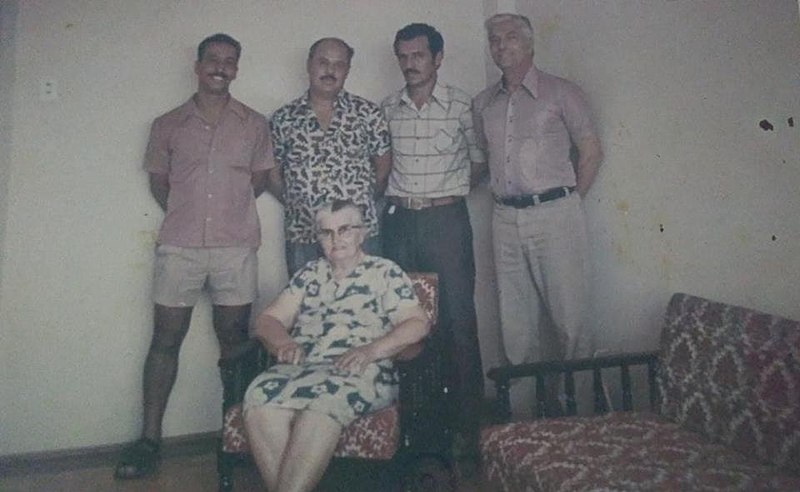
Carlos Saraiva com sua mãe e irmãos
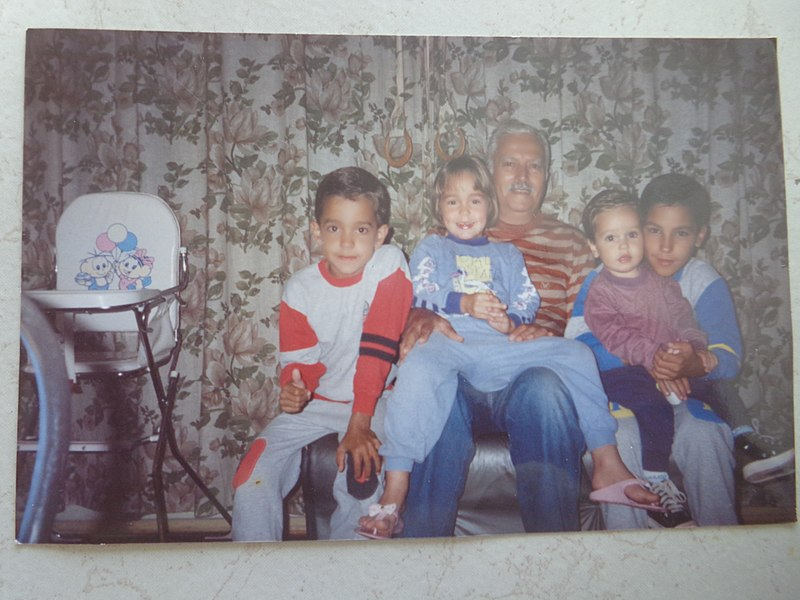
Carlos Saraiva com seus filhos Rodrigo, Débora, Diego e Alexandre (da esquerda para a direita)
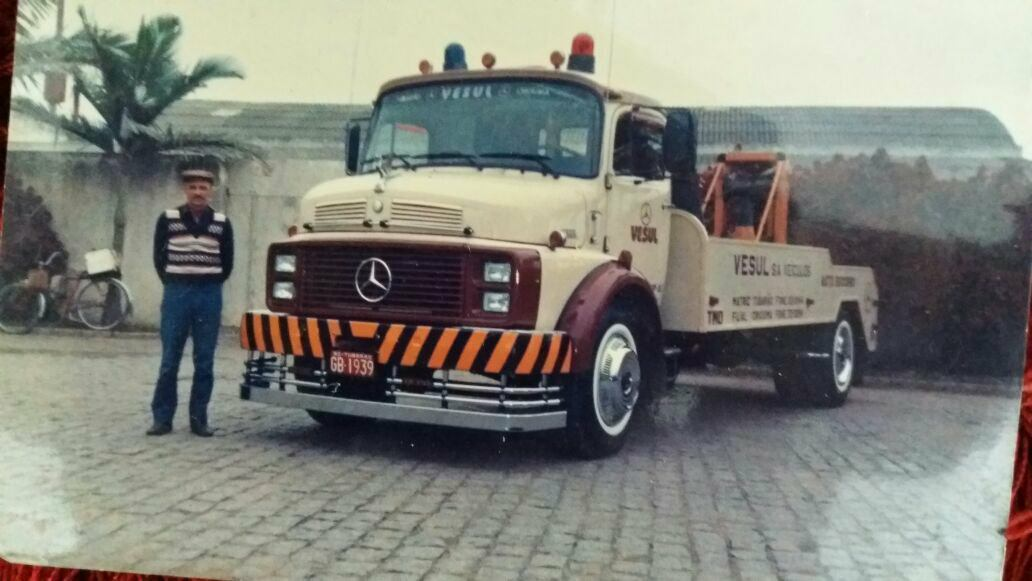
Valmor Antonio de Freitas, motorista da Vesul, sem registro de data
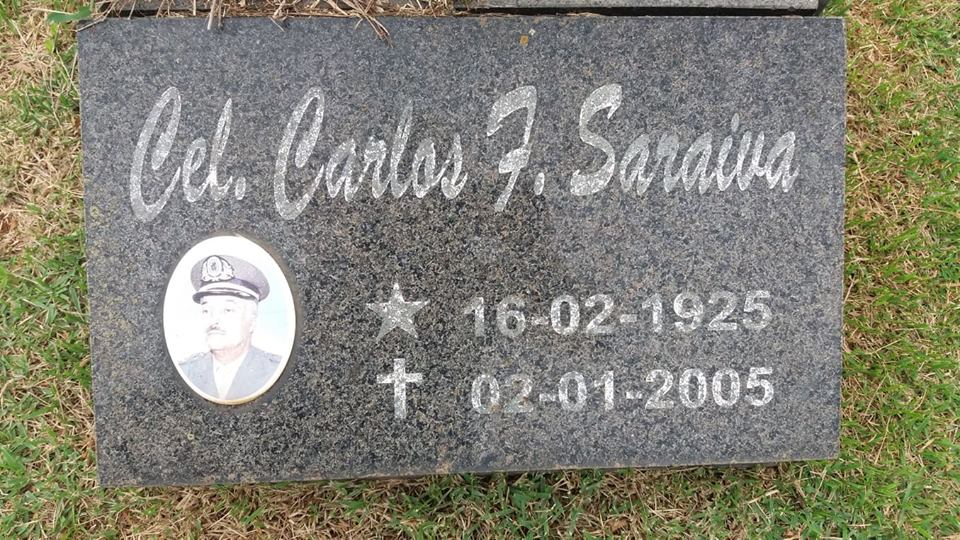
Lápide no Cemitério Horto dos Ipês